# Château de Masseuil
Le château de Masseuil est un château situé sur la commune de Quinçay dans le département de la Vienne en France.

## Historique
En l'an 507, La Gaule est partagée en deux parties : au nord de la Loire, le royaume des Francs de Clovis et au sud, les territoires occupés par les Wisigoths dont le chef est Alaric II. 
Clovis qui vient de se convertir au catholicisme et qui désire unifier son royaume décide de conquérir le sud de la Gaule. Il franchit la Loire aux environs de Blois avec une armée de 10 000 hommes. Il descend la vallée de la Vienne qu'il franchit au nord de Poitiers pour venir installer son camp près de Vouillé, à 15 km de Poitiers. Alaric accepte le combat avec l'armée de Clovis et est vaincu.
Clovis, en reconnaissance, combla de richesses le Chapitre de St-Hilaire de Poitiers. Parmi les domaines dont le Roi le gratifia, il faut compter les champs où avait commencé la bataille victorieuse. Ce serait à l'origine des immenses domaines et richesses possédées par le Chapitre dans la paroisse, principalement à Masseuil : les terres, les bois, les villages aux alentours constituaient une seigneurie avec haute justice appartenant donc au Chapitre de St-Hilaire le Grand.
Au XVe siècle, le Chapitre est à l'apogée de sa puissance. Afin de mettre ses propriétés et ses gens à l'abri des cruels sévices des bandes indisciplinées connues sous le nom d'écorcheurs, le Chapitre fortifie certains points vulnérables de son territoire.
C'est ainsi que de 1430 à 1443, on voit Louis d'Amboise, vicomte de Thouars, autoriser le Chapitre à élever une forteresse à Masseuil. Un traité passé le 7 avril 1443 entre le Chapitre et les habitants de Masseuil marque le début de sa construction. 
Le château est démoli vers 1580 puis reconstruit peu de temps après. Deux tours d'enceinte sont encore d'époque (XVe siècle) et ont été inscrites au titre des Monuments Historiques le  8 avril 1963.
La famille Grassin-Gail est propriétaire du château depuis le début du siècle.